# Наталка Цмоць
Наталка Цмоць (англ. Natalka Cmoc) — українка, канадська дипломатка. Надзвичайний і Повноважний Посол Канади в Україні (з 2023).

## Життєпис
У 1993 році здобула диплом бакалавра фізичної антропології, Університет Торонто; у 1995 році магістра судової антропології, Університет Торонто. Володіє українською мовою та має глибокі зв'язки з українською громадою в Україні та Канаді.
З 1995 року проводила польові дослідження в Україні, зокрема впроваджувала канадські проєкти технічної допомоги в Україні в 1990-х роках. Працювала з EKOS Research Associates у сфері державної політики, перш ніж приєднатися до федерального уряду у 2007 році, спочатку в Health Canada, потім в Канадському агентстві міжнародного розвитку.
З 2011 до 2013 року вона була радницею з технічного співробітництва у посольстві Канади в Україні, де працювала над програмами з питань демократії та прав людини. Потім приєдналася до Цільової групи зі стабілізації та реконструкції Міністерства глобальних справ Канади, де відповідала за створення першої програми безпеки в Україні після вторгнення Росії у 2014 році, яка охоплювала підтримку запуску операції UNIFIER.
У 2015 році перейшла до Національної оборони на посаду директорки відділу інфраструктури та навколишнього середовища, а у 2017 році — до Служби корінного населення Канади на посаду старшої директорки відділу житла та інфраструктури перших націй.
У 2020 році стала генеральною директоркою Відділу науки та парламентської інфраструктури відділу державних послуг і закупівель Канади, де відповідала за комплексну інфраструктурну політику, пов'язану з модернізацією парламентської дільниці та стратегією Лабораторії Канади.
24 серпня 2023 року — призначена Надзвичайним і Повноважним Послом Канади в Україні.
14 вересня 2023 року — вручила копії вірчих грамот заступниці міністра закордонних справ Еміне Джапаровій.
27 вересня 2023 року — вручила вірчі грамоти Президенту України Володимиру Зеленському

## Родина
Наталка Цмоць походить із родини, яка має глибоке коріння в українському національно-визвольному русі. Її дід, Костянтин Цмоць (1914–1944), був членом Організації українських націоналістів (ОУН) і відзначився як учасник підпільної боротьби. Зокрема, він двічі здійснював успішні операції зі звільнення побратимів із тюрем, переодягнувшись у форму німецького солдата. Його дружина, Марія Цмоць (до шлюбу Білас), також була членкинею ОУН. Після загибелі Костянтина в 1944 році, Марія з сином Модестом Цмоцем емігрували до Канади, де долучилися до української діаспори. Наталка зростала в родині з глибокою повагою до української історії та культури.